# Andrássy György (kuruc generális)
Csíkszentkirályi és krasznahorkai báró Andrássy György (kb. 1660–1725) kuruc generális.

## Származása, családja
A Székelyföldről származó, Felső-Magyarországon meggyökeresedett család sarja, Andrássy Miklós (†1686) Gömör vármegyei főispán és gróf Zichy Klára (†1671) harmadik fia.
Szelényi Máriát, Szelényi János (†1686) Hont vármegyei alispán és Kubinyi Magdolna (†1695) leányát, a hegyaljai felkelők által 1697. július 6-án meggyilkolt Vécsey Sándor özvegyét vette feleségül. Gyermekeik: György és Péter.

## Élete
A család 1676. február 15-én nyert bárói címet, a diploma Andrássy Györgyöt is név szerint megemlíti. Fiatalon Thököly Imre híve, 1685-ben meghódolt a császáriak előtt. 1688-ban századosként harcolt Miksa Emánuel magyar huszárezredében a török ellen. 1697-ben rész vett a hegyaljai felkelés leverésében.
1703. október 10-én Tokaj alatt csatlakozott II. Rákóczi Ferenc szabadságharcához. Bercsényi Miklós főgenerális azonnal egy lovasezred parancsnokságát bízta rá, majd 1704/1705 fordulóján gyalogos generális („hajdúk generálisa”) lett. 1705 nyarán korábbi alakulata helyett egy gyalogezred parancsnokává nevezték ki.
Iszákossága miatt Bercsényi „kocsmagenerálisnak” csúfolta, de vitézségét és hűségét még 1710-ben is bizonyította. Amikor ugyanis fivére, Andrássy István Lőcse feladása után labanccá lett, és családi váruk, Krasznahorka átadására szólította fel György urat, ő kitartott a kurucok oldalán, és csak egy jó félév múlva, immár végszükségben lépett kapitulációra 1710. november közepén. 1725-ben hunyt el.